# Sergi Beser i Ortí
Sergi Beser i Ortí (Morella, els Ports, 16 de desembre de 1934 — Sant Cugat del Vallès, Vallès Occidental, 15 de gener de 2010) va ser un catedràtic i crític literari, cofundador de la revista Hidra.
Des del 1952 l'aleshores Universitat Central de Barcelona, amb Salvador Giner, Pere Ramírez Molas, Feliu Formosa, Josep Maria Carandell i molts altres van formar un grup de resistència que «feia coses sorprenents en un ambient de monges i capellans». Pels Fets del Paranimf, una primera revolta estudiantí contra el franquisme, va perdre un any, i es va graduar el 1958 en filosofia i lletres.
Des del 1970 fou professor a la Universitat Autònoma de Barcelona, d'on esdevingué catedràtic el 1988, i el 2006 fou nomenat professor emèrit. Va ser un dels millors coneixedors de la literatura del segle xix. Destacat especialista en Leopoldo Alas «Clarín», els seus estudis sobre Pío Baroja, Pedro Antonio de Alarcón, Benito Pérez Galdós, Antonio Ros de Olano, Narcís Oller o Rafael Sánchez Ferlosio van ser reconeguts. Va ser protagonista en la novel·la Los mares del Sur de Manuel Vázquez Montalbán.
L'agost de 2007 Morella, el seu poble natal, li va atorgar la Creu de Santa Llúcia, per la seva tasca infatigable arreu de Morella, els Ports i les terres de l'Ebre. S'hi organitza igualment des del 2013 el «Concurs de micro-relats Sergi Beser».
| «            | Era una persona de fortes conviccions però també dialogant. La seva virtut era la tolerància i humilitat que el feia ser molt estimat. | » |
| — Ximo Puig, | |   |

Obres destacades
- Narcís Oller: La societat catalana de la restauració (1965)
- Leopoldo Alas, crítico literario, tesi doctoral, (1968)[8]
- Verba Manent: Estudios y Ensayos Literarios, (2010)[9]